# Barleria dentata
Barleria dentata là một loài thực vật có hoa trong họ Ô rô. Loài này được Hedrén mô tả khoa học đầu tiên năm 2006.